# Sân bay quốc tế Sangster
Sân bay Sir Donald Sangster (IATA: MBJ, ICAO: MKJS) là một sân bay ở Montego Bay, Jamaica, là một trong những sân bay lớn nhất và tấp nập nhất ở vùng Caribe. Sangster thường được xem là cửa ngõ vào Caribe, là trung tâm ở Caribe của nhiều hãng hàng không. Đây là sân bay thông dụng nhất cho du khác thăm bờ biển bắc của Jamaica. MBJ hiện là sân bay bận rộn hơn trong hai san bay chính của Jamaica, sân bay kia là Sân bay quốc tế Norman Manley nằm ở thủ đô Kingston. Sân bay này được đặt tên theo thủ tướng Jamaicar Donald Sangster.

## Các hãng hàng không và tuyến bay
Sân bay Sangster có hai nhà ga phục vụ khác quốc tế và một nhà ga phục vụ khách nội địa. Hiện có các hãng sau đang hoạt động ở sân bay này:
| Hãng hàng không                           | Các điểm đến |
| ----------------------------------------- | --- |
| Air Canada                                | Seasonal: Halifax, Montréal-Trudeau, Ottawa, Winnipeg                                                                             |
| Air Canada Rouge                          | Toronto-Pearson |
| Air Transat                               | Montréal-Trudeau, Toronto-Pearson Seasonal: Calgary, Edmonton, Halifax, Hamilton, Ottawa, Québec City, Regina, Saskatoon          |
| American Airlines                         | Chicago-O'Hare, Dallas/Fort Worth, Miami                                                                                          |
| Arkefly                                   | Amsterdam |
| Avianca                                   | Charter: Bogota, Medellin |
| Blue Panorama Airlines                    | Milan-Malpensa |
| Caribbean Airlines                        | Fort Lauderdale, Kingston-Norman Manley, Nassau, New York-JFK                                                                     |
| Cayman Airways                            | Grand Cayman |
| Condor                                    | Frankfurt, Munich |
| Copa Airlines                             | Panama City |
| Delta Air Lines                           | Atlanta, New York-JFK Seasonal: Detroit, Minneapolis/St. Paul                                                                     |
| Delta Connection                          | Atlanta |
| Frontier Airlines                         | Seasonal: Denver, Milwaukee, St. Louis                                                                                            |
| International AirLink                     | Negril |
| Jetairfly                                 | Brussels |
| JetBlue Airways                           | Boston, Fort Lauderdale, New York-JFK, Orlando                                                                                    |
| Skylan Airways                            | Kingston-Norman Manley |
| Southwest Airlines                        | Baltimore, Chicago-Midway, Orlando Seasonal: Milwaukee                                                                            |
| Spirit Airlines                           | Fort Lauderdale |
| Sun Country Airlines                      | Seasonal: Dallas/Fort Worth, Minneapolis/St. Paul                                                                                 |
| Sunrise Airways                           | Port-Au-Prince |
| Sunwing Airlines                          | Calgary, Cincinnati, Edmonton, Moncton, Montréal-Trudeau, Ottawa, Québec City, St. John's, Toronto-Pearson, Winnipeg              |
| Thomas Cook Airlines                      | Manchester (UK) |
| Thomas Cook Airlines Scandinavia          | Oslo-Gardermoen (begins ngày 29 tháng 11 năm 2015)                                                                                |
| Thomson Airways                           | Birmingham (UK), Cardiff (UK), Doncaster/Sheffield (UK), Glasgow, London-Gatwick, Manchester (UK) Seasonal: Copenhagen, Newcastle |
| TUIfly Nordic operated by Thomson Airways | Seasonal Charter: Helsinki (bắt đầu 21/2/2015), Lulea (bắt đầu14/3/2016)                                                          |
| United Airlines                           | Chicago-O'Hare, Houston-Intercontinental, Newark, Washington-Dulles                                                               |
| Virgin Atlantic                           | London-Gatwick |
| WestJet                                   | Toronto-Pearson Theo mùa: Halifax, Montréal-Trudeau, Ottawa, Winnipeg                                                             |
| XL Airways France                         | Theo mùa: Paris-Charles de Gaulle                                                                                                 |

## Tai nạn và sự cố
Ngày 19 tháng 4 năm 2009, chuyến bay số 918 của CanJet đã bị không tặc. Kẻ không tặc yêu cầu đi Cuba.